# Disney Le Retour Des Méchants
Disney Le retour des méchants (Disney's Villains' Revenge) ou Disney La Revanche des Méchants au Québec est un jeu vidéo de plates-formes développé et édité par Buena Vista Games et sorti en 1999 fonctionnant sur Windows.

## Système de jeu
Dans une chambre, une porte mêne au monde de la fantaisie. Accompagné de Jiminy Cricket, le joueur doit gagner des jeux afin de rétablir les « fins heureuses » de quatre films Disney ayant été corrompus par leurs méchants respectifs. Ces quatre films sont les mondes parcourus :
- Peter Pan (1953), corrompu par le Capitaine Crochet[2]
- Alice au pays des merveilles (1951), corrompu par la Reine de Cœur
- Blanche-Neige et les Sept Nains (1937), corrompu par la Reine Grimhilde
- Dumbo (1941), corrompu par Monsieur Loyal

## Personnages

### Version anglaise
- Eddie Carroll - Jiminy Cricket
- Louise Chamis - Wicked Queen/Witch
- Kathryn Beaumont - Alice
- Corey Burton - Captain Hook, Mr. Smee, White Rabbit, Ringmaster
- Michael Gough - Prince Charming, Playing Cards
- Rosalyn Landor - Blue Fairy
- Tress MacNeille - Mrs. Jumbo, Queen of Hearts
- Tony Pope - Out
- Kevin Schon - Elderly Peter Pan, In
- Michael Welch - Peter Pan

### Version francophone
- Roger Carel - Jiminy Cricket
- Evelyne Selena - La Fée Bleue
- Carole Agostini - Alice
- Patrice Baudrier - Viens
- Guy Chapellier - Va
- Jean-Luc Kayser - Capitaine Crochet
- Guillaume Orsat - Le Directeur
- Ségoléne van der Stratten - Le Reine de Cœur
- Françoise Vallon - La Sorciére

autres votes: Didier Barrer, Anne Ferrier, Paolo Palermo, Lorenzo Pancino et Michel Tugot-Doris[incompréhensible]

## Récompenses
Lors de la 3e édition des Interactive Achievement Awards, l'Academy of Interactive Arts & Sciences décerne au jeu le titre du Jeu de l'année pour enfant/famille, ainsi que des nominations pour le prix de l'Animation et le prix de la Direction artistique,.